# نورا ليليان ألكوك
نورا ليليان ألكوك (بالإنجليزية: Nora Lilian Alcock)‏ وتُعرف أيضا باسم نورا ليليان ليبارت ولدت في 18 آب/أغسطس 1874 وتوفيت في 31 آذار/مارس 1972، هي عالمة وشخصية رائدة في مجال علم أمراض النبات وقد عينتها حكومة اسكتلندا كمشرفة على قطاع الأمراض النباتية بفضل خبرتها وإسهاماتها الكبيرة في هذا المجال.

## النشأة
ولدت نورا ليليان عام 1874 وهي ابنة السير جون سكوت، الذي عمل كمستشار قضائي وابنة إدجوورث ليونورا هيل. على الأرجح أنها لم تتلقى تعليما عاليا؛ فتزوجت من ناثانيل هنري ألكوك أخصائي الأشعة ثم في عام 1905 انتقلا إلى كندا. تُوفي زوجها عام 1913 بسبب مرض السرطان فقررت العودة رفقة أطفالها الأربع إلى بريطانيا.

## العمل
عند عودتها إلى لندن، حصلت ألكوك على وظيفة في مختبر في أمراض النبات التابع لوزارة الزراعة في حدائق النباتات الملكية (كيو). خلال تعيينها، تلقت ألكوك خبرات متقدمة في علم الفطريات وذلك تحت إشراف وإدارة السير جون فراير جون رامسبوتوم أستاذ باريس هيلين فوغان. أصبحت ألكوك زميلة في صياغة «المجتمع اللينيني» في عام 1922، وفي عام 1924 انتقلت إلى إدنبرة حيث شغلت هناك منصب مشرفة على مختبر يتهم بعلم الأمراض النباتية وكان تابعا لوزارة الصناعة أيضا. ركزت حينها على استخدام بذور صحية من أجل زيادة إنتاج الغذاء إلى أن تقاعدت في عام 1937.

## مرتبة الشرف والتقدير
نتيجة بحثها عن الأمراض الفطرية، وبخاصة تلك الموجودة في الفراولة والتي تتسبب في بعض الأحيان في فسادها أو في تمريض الإنسان حصلت ألكوك على رتبة الإمبراطورية البريطانية في عام 1935، وقد ساهم عملها في وضع قاعدة بيانات ضخمة تضم السلالات المقاومة للأمراض في الفواكه من جهة كما تم فهرسة الأمراض المنقولة والناتجة عن الأغدية من جهة ثانية.
في عام 1924 أصبحت ألكوك أول شخص يتولى وظيفة جديدة في مختبر علم الامراض النباتية في وزارة الزراعة والأسماك. سبق لتشارلز إدوارد أن كتب سيرة ذاتية يحكي فيها عن قصة ألكوك وكيف عاشت ثم مدى تأثير إسهاماتها على تطور علم الأحياء.Foister. كما تم تكريمها من خلال لوحة فنية ضخمة إلى حد ما تُجسد ألكوك يمكن العثور عليها في الحدائق النباتية الملكية في أدنبرة.

## الإنجازات الأخرى
خلال الحرب العالمية الثانية درَّست ليليان علم النبات إلى أسرى الحرب، ثم شغلت منصب عضوة في الاتحاد الوطني للأعمال المهنية للنساء في أدنبرة.